# Quatrième circonscription de l'Eure
La quatrième circonscription de l'Eure est l'une des cinq circonscriptions législatives que compte le département français de l'Eure (27), situé en région Normandie.
Elle est représentée à l'Assemblée nationale, lors de la XVIIe législature de la Cinquième République, par Philippe Brun, député du Parti socialiste.

## Description géographique et démographique

### De 1958 à 1986
Le département avait quatre circonscriptions.
La quatrième circonscription était composée de :
- canton des Andelys
- canton d'Écos
- canton d'Étrépagny
- canton de Fleury-sur-Andelle
- canton de Gisors
- canton de Lyons-la-Forêt
- canton de Pacy-sur-Eure
- canton de Vernon.

### Depuis 1988
La quatrième circonscription de l'Eure est délimitée par le découpage électoral de la loi no 86-1197 du 24 novembre 1986. Elle regroupe les divisions administratives suivantes :
- Canton de Bourgtheroulde-Infreville,
- Canton de Gaillon (en partie, avec la cinquième circonscription),
- Canton de Louviers,
- Canton du Neubourg (en partie, avec deuxième circonscription),
- Canton de Pont-de-l'Arche,
- Canton de Val-de-Reuil.

Anciens cantons :
- Canton d'Amfreville-la-Campagne,
- Canton de Gaillon-Campagne,
- Canton de Louviers-Nord,
- Canton de Louviers-Sud.

D'après le recensement général de la population en 2013, réalisé par l'Institut national de la statistique et des études économiques (INSEE), la population totale de cette circonscription est estimée à 127 408 habitants.

## Historique des députations
| Législature | Début de mandat | Fin de mandat  | Député           | Parti politique | Observations                                                                           |
| ----------- | --------------- | -------------- | ---------------- | --------------- | -------------------------------------------------------------------------------------- |
| IXe         | 23 juin 1988    | 1er avril 1993 | François Loncle  | PS              |                                                                                        |
| Xe          | 2 avril 1993    | 21 avril 1997  | Bernard Leroy,   | UDF,            | Mandat écourté à la suite d'une dissolution parlementaire décidée par Jacques Chirac.  |
| XIe         | 12 juin 1997    | 18 juin 2002   | François Loncle  | PS              |                                                                                        |
| XIIe        | 19 juin 2002    | 19 juin 2007   | François Loncle, | PS,             |                                                                                        |
| XIIIe       | 20 juin 2007    | 19 juin 2012   | François Loncle  | PS              |                                                                                        |
| XIVe        | 20 juin 2012    | 20 juin 2017   | François Loncle  | PS              |                                                                                        |
| XVe         | 21 juin 2017    | 21 juin 2022   | Bruno Questel    | LREM            |                                                                                        |
| XVIe        | 22 juin 2022    | 9 juin 2024    | Philippe Brun    | PS-NUPES        | Mandat écourté à la suite d'une dissolution parlementaire décidée par Emmanuel Macron. |
| XVIIe       | 8 juillet 2024  | En cours       | Philippe Brun    | PS              |                                                                                        |

## Historique des élections

### Élections de 1958
| Candidat       | Candidat          | Parti          | Premier tour | Premier tour | Second tour | Second tour |  |
| Candidat       | Candidat          | Parti          | Voix         | %            | Voix        | %           |  |
| -------------- | ----------------- | -------------- | ------------ | ------------ | ----------- | ----------- |  |
|                | René Tomasini élu | UNR            | 18 012       | 44,19        | 26 944      | 74,87       |  |
|                | Georges Azémia    | SFIO           | 7 460        | 18,3         | Retrait     | Retrait     |  |
|                | Georges Allard    | PCF            | 6 407        | 15,72        | 9 042       | 25,13       |  |
|                | Maurice Burette   | MRP            | 4 292        | 10,53        | Retrait     | Retrait     |  |
|                | Albert Forcinal   | Radsoc         | 3 542        | 8,69         | Retrait     | Retrait     |  |
|                | Pierre Biard      | UFF            | 1 043        | 2,56         |             |             |  |
|                |                   |                |              |              |             |             |  |
| Inscrits       | Inscrits          | Inscrits       | 50 197       | 100,00       | 50 166      | 100,00      |  |
| Abstentions    | Abstentions       | Abstentions    | 8 467        | 16,87        | 11 949      | 23,82       |  |
| Votants        | Votants           | Votants        | 41 730       | 83,13        | 38 217      | 76,18       |  |
| Blancs et nuls | Blancs et nuls    | Blancs et nuls | 974          | 2,33         | 2 231       | 5,84        |  |
| Exprimés       | Exprimés          | Exprimés       | 40 756       | 97,67        | 35 986      | 94,16       |  |

Eugène Authier, entrepositaire, adjoint au maire de Vernon, était suppléant de René Tomasini.

### Élections de 1962
|                | René Tomasini sortant réélu | UNR-UDT        | 21 993 | 57,83  |  |  |  |
|                | Georges Azémia              | SFIO           | 7 423  | 19,52  |  |  |  |
|                | Raoul Clouet                | PCF            | 6 188  | 16,27  |  |  |  |
|                | René Maréchal               | MRP            | 2 428  | 6,38   |  |  |  |
|                |                             |                |        |        |  |  |  |
| Inscrits       | Inscrits                    | Inscrits       | 50 818 | 100,00 |  |  |  |
| Abstentions    | Abstentions                 | Abstentions    | 11 692 | 23,01  |  |  |  |
| Votants        | Votants                     | Votants        | 39 126 | 76,99  |  |  |  |
| Blancs et nuls | Blancs et nuls              | Blancs et nuls | 1 094  | 2,8    |  |  |  |
| Exprimés       | Exprimés                    | Exprimés       | 38 032 | 97,2   |  |  |  |

Eugène Authier, entrepositaire, adjoint au maire de Vernon, était suppléant de René Tomasini.

### Élections de 1967
|                | René Tomasini sortant réélu | UD-Ve          | 24 245 | 54,17  |  |  |  |
|                | Monique Luchaire            | FGDS (Radical) | 8 316  | 18,58  |  |  |  |
|                | Marcel Larmanou             | PCF            | 7 563  | 16,9   |  |  |  |
|                | Michel Troyon               | CD (PDM)       | 4 631  | 10,35  |  |  |  |
|                |                             |                |        |        |  |  |  |
| Inscrits       | Inscrits                    | Inscrits       | 51 031 | 100,00 |  |  |  |
| Abstentions    | Abstentions                 | Abstentions    | 5 322  | 10,43  |  |  |  |
| Votants        | Votants                     | Votants        | 45 709 | 89,57  |  |  |  |
| Blancs et nuls | Blancs et nuls              | Blancs et nuls | 954    | 2,09   |  |  |  |
| Exprimés       | Exprimés                    | Exprimés       | 44 755 | 97,91  |  |  |  |

Le suppléant de René Tomasini était Eugène Authier, entrepositaire à Vernon.

### Élections de 1968
|                | René Tomasini sortant réélu | UDR (URP)      | 27 366 | 61,5   |  |  |  |
|                | Marcel Larmanou             | PCF            | 7 279  | 16,36  |  |  |  |
|                | Monique Luchaire            | FGDS (Radical) | 7 085  | 15,92  |  |  |  |
|                | Jean-Marie Simon            | PSU            | 2 764  | 6,21   |  |  |  |
|                |                             |                |        |        |  |  |  |
| Inscrits       | Inscrits                    | Inscrits       | 52 840 | 100,00 |  |  |  |
| Abstentions    | Abstentions                 | Abstentions    | 7 206  | 13,64  |  |  |  |
| Votants        | Votants                     | Votants        | 45 634 | 86,36  |  |  |  |
| Blancs et nuls | Blancs et nuls              | Blancs et nuls | 1 140  | 2,5    |  |  |  |
| Exprimés       | Exprimés                    | Exprimés       | 44 494 | 97,5   |  |  |  |

Le suppléant de René Tomasini était Eugène Authier.

### Élections de 1973
| Candidat       | Candidat                    | Parti          | Premier tour | Premier tour | Second tour | Second tour |  |
| Candidat       | Candidat                    | Parti          | Voix         | %            | Voix        | %           |  |
| -------------- | --------------------------- | -------------- | ------------ | ------------ | ----------- | ----------- |  |
|                | René Tomasini sortant réélu | UDR (URP)      | 23 117       | 46,65        | 25 340      | 52,01       |  |
|                | Marcel Larmanou             | PCF            | 9 885        | 19,95        | 17 575      | 36,08       |  |
|                | Maurice Burette             | MR             | 6 433        | 12,98        | 5 802       | 11,91       |  |
|                | Roger Dore                  | PS (UGSD)      | 6 299        | 12,71        | Retrait     | Retrait     |  |
|                | André Goudeau               | PSU            | 1 306        | 2,64         |             |             |  |
|                | Jack Houdet                 | LCR            | 1 179        | 2,38         |             |             |  |
|                | Pierre Surgeon              | FN             | 763          | 1,54         |             |             |  |
|                | Pierre Carlier              | Divers         | 572          | 1,15         |             |             |  |
|                |                             |                |              |              |             |             |  |
| Inscrits       | Inscrits                    | Inscrits       | 58 212       | 100,00       | 58 207      | 100,00      |  |
| Abstentions    | Abstentions                 | Abstentions    | 7 471        | 12,83        | 8 472       | 14,55       |  |
| Votants        | Votants                     | Votants        | 50 741       | 87,17        | 49 735      | 85,45       |  |
| Blancs et nuls | Blancs et nuls              | Blancs et nuls | 1 187        | 2,34         | 1 018       | 2,05        |  |
| Exprimés       | Exprimés                    | Exprimés       | 49 554       | 97,66        | 48 717      | 97,95       |  |

Le suppléant de René Tomasini était Eugène Authier. Eugène Authier remplaça René Tomasini, nommé membre du gouvernement, du 9 juillet 1974 au 2 avril 1978.

### Élections de 1978
| Candidat       | Candidat                    | Parti          | Premier tour | Premier tour | Second tour | Second tour |  |
| Candidat       | Candidat                    | Parti          | Voix         | %            | Voix        | %           |  |
| -------------- | --------------------------- | -------------- | ------------ | ------------ | ----------- | ----------- |  |
|                | René Tomasini sortant réélu | RPR            | 25 561       | 43,31        | 32 740      | 55,20       |  |
|                | Marcel Larmanou             | PCF            | 15 145       | 25,66        | 26 568      | 44,80       |  |
|                | Guy Maugé                   | PS             | 10 347       | 17,53        | Retrait     | Retrait     |  |
|                | Jean-Henri Jacobs           | UDF (Rad)      | 3 366        | 5,70         |             |             |  |
|                | Louis-René de Bueil         | MDD            | 1 339        | 2,27         |             |             |  |
|                | Marc Montourcy              | PSD            | 1 234        | 2,09         |             |             |  |
|                | Pierre Batteux              | LO             | 828          | 1,40         |             |             |  |
|                | Dominique Cordier-Pécron    | UGP            | 491          | 0,83         |             |             |  |
|                | Adèle Clamens               | FN             | 370          | 0,63         |             |             |  |
|                | Jack Houdet                 | LCR            | 332          | 0,56         |             |             |  |
|                |                             |                |              |              |             |             |  |
| Inscrits       | Inscrits                    | Inscrits       | 69 330       | 100,00       | 69 315      | 100,00      |  |
| Abstentions    | Abstentions                 | Abstentions    | 8 992        | 12,97        | 8 137       | 11,74       |  |
| Votants        | Votants                     | Votants        | 60 338       | 87,03        | 61 178      | 88,26       |  |
| Blancs et nuls | Blancs et nuls              | Blancs et nuls | 1 325        | 2,2          | 1 870       | 3,06        |  |
| Exprimés       | Exprimés                    | Exprimés       | 59 013       | 97,8         | 59 308      | 96,94       |  |

Le suppléant de René Tomasini était Jérôme Bossuyt, exploitant agricole, maire de Neuilly.
René Tomasini est élu sénateur le 28 septembre 1980.
Jérôme Bossuyt est décédé en 1980.

### Élection législative partielle des 11 et 18 janvier 1981
Jacques Tailleur, RPR, est élu député le 18 janvier 1981, à la suite de l'élection de René Tomasini au Sénat. Il obtient 25 116 voix (52,48 % des suffrages exprimés), contre 26 568 (47,51 %) à Marcel Larmanou, PCF.
Étaient candidats au premier tour :
- Jacques Tailleur, RPR
- Marcel Larmanou, PCF
- Freddy Deschaux-Beaume, PS
- Nicolas Nitsch, PSD
- Pierre Batteux, LO
- Pierre Surgeon, FN
- Jack Houdet, LCR
- Georges Bellien Radical indépendant

### Élections de 1981
| Candidat       | Candidat                   | Parti             | Premier tour | Premier tour | Second tour | Second tour |  |
| Candidat       | Candidat                   | Parti             | Voix         | %            | Voix        | %           |  |
| -------------- | -------------------------- | ----------------- | ------------ | ------------ | ----------- | ----------- |  |
|                | Jacques Tailleur sortant   | RPR (UNM)         | 23 911       | 43,59        | 27 026      | 46,14       |  |
|                | Freddy Deschaux-Beaume élu | PS                | 18 875       | 34,41        | 31 547      | 53,86       |  |
|                | Marcel Larmanou            | PCF               | 10 688       | 19,48        | Retrait     | Retrait     |  |
|                | Anne-Marie Chevalier       | Divers écologiste | 1 014        | 1,85         |             |             |  |
|                | Roger Coulon               | PSU               | 365          | 0,67         |             |             |  |
|                |                            |                   |              |              |             |             |  |
| Inscrits       | Inscrits                   | Inscrits          | 73 501       | 100,00       | 73 496      | 100,00      |  |
| Abstentions    | Abstentions                | Abstentions       | 18 020       | 24,52        | 14 137      | 19,24       |  |
| Votants        | Votants                    | Votants           | 55 481       | 75,48        | 59 359      | 80,76       |  |
| Blancs et nuls | Blancs et nuls             | Blancs et nuls    | 628          | 1,13         | 786         | 1,32        |  |
| Exprimés       | Exprimés                   | Exprimés          | 54 853       | 98,87        | 58 573      | 98,68       |  |

Le suppléant de Freddy Deschaux-Beaume était Noël Parmentier, maire adjoint de Saint-Marcel.

### Élections de 1988
| Candidat       | Candidat                      | Parti          | Premier tour | Premier tour | Second tour | Second tour |  |
| Candidat       | Candidat                      | Parti          | Voix         | %            | Voix        | %           |  |
| -------------- | ----------------------------- | -------------- | ------------ | ------------ | ----------- | ----------- |  |
|                | François Loncle sortant réélu | PS             | 20 510       | 48,30        | 26 322      | 58,65       |  |
|                | Odile Proust                  | RPR (URC)      | 14 034       | 33,05        | 18 557      | 41,35       |  |
|                | Gaëtan Levitre                | PCF            | 4 010        | 9,44         |             |             |  |
|                | Paul Chauvelin                | FN             | 3 913        | 9,21         |             |             |  |
|                |                               |                |              |              |             |             |  |
| Inscrits       | Inscrits                      | Inscrits       | 65 490       | 100,00       | 65 477      | 100,00      |  |
| Abstentions    | Abstentions                   | Abstentions    | 22 165       | 33,84        | 19 376      | 29,59       |  |
| Votants        | Votants                       | Votants        | 43 325       | 66,16        | 46 101      | 70,41       |  |
| Blancs et nuls | Blancs et nuls                | Blancs et nuls | 858          | 1,98         | 1 222       | 2,65        |  |
| Exprimés       | Exprimés                      | Exprimés       | 42 467       | 98,02        | 44 879      | 97,35       |  |

Le suppléant de François Loncle était Alain Bureau, conseiller régional, conseiller municipal de Louviers. Alain Bureau remplaça François Loncle, nommé membre du gouvernement, du 4 juillet 1992 au 1er avril 1993.

### Élections de 1993
| Candidat       | Candidat                | Parti          | Premier tour | Premier tour | Second tour | Second tour |  |
| Candidat       | Candidat                | Parti          | Voix         | %            | Voix        | %           |  |
| -------------- | ----------------------- | -------------- | ------------ | ------------ | ----------- | ----------- |  |
|                | Bernard Leroy élu       | UDF (CDS)      | 17 721       | 31,63        | 26 842      | 57,70       |  |
|                | François Loncle sortant | PS (ADFP)      | 10 640       | 22,87        | 19 676      | 42,30       |  |
|                | Paul Chauvelin          | FN             | 7 401        | 15,91        |             |             |  |
|                | Gaëtan Levitre          | PCF            | 3 480        | 7,48         |             |             |  |
|                | Bernard Disson          | Les Verts      | 3 172        | 6,82         |             |             |  |
|                | Pascal Carlus           | LT-LNÉ         | 1 858        | 3,99         |             |             |  |
|                | Christine Gauchet       | LO             | 1 033        | 2,22         |             |             |  |
|                | Alain Marois            | Divers         | 653          | 1,40         |             |             |  |
|                | Jacques Mugner          | Divers gauche  | 417          | 0,90         |             |             |  |
|                | Mireille Rault          | MDD            | 144          | 0,31         |             |             |  |
|                |                         |                |              |              |             |             |  |
| Inscrits       | Inscrits                | Inscrits       | 69 334       | 100,00       | 69 258      | 100,00      |  |
| Abstentions    | Abstentions             | Abstentions    | 20 316       | 29,3         | 19 134      | 27,63       |  |
| Votants        | Votants                 | Votants        | 49 018       | 70,7         | 50 124      | 72,37       |  |
| Blancs et nuls | Blancs et nuls          | Blancs et nuls | 2 499        | 5,1          | 3 606       | 7,19        |  |
| Exprimés       | Exprimés                | Exprimés       | 46 519       | 94,9         | 46 518      | 92,81       |  |

Jacques Benoni, RPR, enseignant, conseiller général du canton de Gaillon, conseiller municipal de Gaillon, était le suppléant de Bernard Leroy.

### Élections de 1997
| Candidat       | Candidat                | Parti          | Premier tour | Premier tour | Second tour | Second tour |  |
| Candidat       | Candidat                | Parti          | Voix         | %            | Voix        | %           |  |
| -------------- | ----------------------- | -------------- | ------------ | ------------ | ----------- | ----------- |  |
|                | Bernard Leroy sortant   | UDF (AD)       | 13 532       | 28,68        | 20 907      | 40,64       |  |
|                | François Loncle élu     | PS             | 12 441       | 26,37        | 22 650      | 44,03       |  |
|                | Paul Chauvelin          | FN             | 9 455        | 20,04        | 7 591       | 14,75       |  |
|                | Frédéric Cozette        | PCF            | 4 456        | 9,45         |             |             |  |
|                | Hélène Jourdain         | GÉ             | 1 822        | 3,86         |             |             |  |
|                | Jean-Michel Gantier     | Les Verts      | 1 623        | 3,44         |             |             |  |
|                | Antoine Servel de Cosmi | LDI (CNIP)     | 1 105        | 2,34         |             |             |  |
|                | Gérard Prévost          | LCR            | 1 073        | 2,27         |             |             |  |
|                | Romain Rancière         | MDC            | 660          | 1,40         |             |             |  |
|                | Joël Leost              | MÉI            | 490          | 1,04         |             |             |  |
|                | Hubert Saint-Étienne    | Divers gauche  | 413          | 0,88         |             |             |  |
|                | Robert Dubuis           | Divers gauche  | 105          | 0,22         |             |             |  |
|                |                         |                |              |              |             |             |  |
| Inscrits       | Inscrits                | Inscrits       | 71 283       | 100,00       | 71 271      | 100,00      |  |
| Abstentions    | Abstentions             | Abstentions    | 21 530       | 30,2         | 18 248      | 25,6        |  |
| Votants        | Votants                 | Votants        | 49 753       | 69,8         | 53 023      | 74,4        |  |
| Blancs et nuls | Blancs et nuls          | Blancs et nuls | 2 578        | 5,18         | 1 875       | 3,54        |  |
| Exprimés       | Exprimés                | Exprimés       | 47 175       | 94,82        | 51 148      | 96,46       |  |

Le suppléant de François Loncle était Daniel Leho, agent des Douanes, maire du Thuit-Signol.

### Élections de 2002
| Candidat       | Candidat                      | Parti            | Premier tour | Premier tour | Second tour | Second tour |  |
| Candidat       | Candidat                      | Parti            | Voix         | %            | Voix        | %           |  |
| -------------- | ----------------------------- | ---------------- | ------------ | ------------ | ----------- | ----------- |  |
|                | François Loncle sortant réélu | PS               | 16 017       | 33,80        | 23 250      | 53,62       |  |
|                | Eric Réboli                   | UMP              | 9 913        | 20,92        | 20 109      | 46,38       |  |
|                | Claudette Hénique             | FN               | 7 509        | 15,84        |             |             |  |
|                | Guy Auzoux                    | Divers droite    | 4 771        | 10,07        |             |             |  |
|                | Bernard Frau                  | RPF              | 1 699        | 3,59         |             |             |  |
|                | Frédéric Cozette              | PCF              | 1 650        | 3,48         |             |             |  |
|                | Véronique Jullien             | Les Verts        | 1 512        | 3,19         |             |             |  |
|                | Gérard Prévost                | LCR              | 1 201        | 2,53         |             |             |  |
|                | Philippe Pichon               | LO               | 753          | 1,59         |             |             |  |
|                | Odile Cerisier                | CPNT             | 706          | 1,49         |             |             |  |
|                | Carole Fabris-Féral           | Pôle républicain | 690          | 1,46         |             |             |  |
|                | William Thiery                | MNR              | 604          | 1,27         |             |             |  |
|                | Claude Boulet                 | RCF              | 340          | 0,72         |             |             |  |
|                | William Prud'homme            | Divers           | 26           | 0,05         |             |             |  |
|                | Yves Roucaute                 | Divers           | 0            | 0            |             |             |  |
|                |                               |                  |              |              |             |             |  |
| Inscrits       | Inscrits                      | Inscrits         | 77 245       | 100,00       | 77 234      | 100,00      |  |
| Abstentions    | Abstentions                   | Abstentions      | 28 717       | 37,18        | 31 853      | 41,24       |  |
| Votants        | Votants                       | Votants          | 48 528       | 62,82        | 45 381      | 58,76       |  |
| Blancs et nuls | Blancs et nuls                | Blancs et nuls   | 1 137        | 2,34         | 2 022       | 4,46        |  |
| Exprimés       | Exprimés                      | Exprimés         | 47 391       | 97,66        | 43 359      | 95,54       |  |

Le suppléant de François Loncle était Daniel Leho.

### Élections de 2007
| Candidat       | Candidat                      | Parti                      | Premier tour | Premier tour | Second tour | Second tour |  |
| Candidat       | Candidat                      | Parti                      | Voix         | %            | Voix        | %           |  |
| -------------- | ----------------------------- | -------------------------- | ------------ | ------------ | ----------- | ----------- |  |
|                | François Loncle sortant réélu | PS                         | 13 576       | 27,35        | 26 050      | 53,51       |  |
|                | Françoise Miquel              | UMP                        | 12 047       | 24,27        | 22 637      | 46,49       |  |
|                | Bernard Leroy                 | Divers droite (Maj. prés.) | 9 278        | 18,69        |             |             |  |
|                | Sonia Lardans                 | FN                         | 2 442        | 4,92         |             |             |  |
|                | Gaëtan Levitre                | PCF                        | 2 436        | 4,91         |             |             |  |
|                | Franck Martin                 | PRG                        | 2 285        | 4,60         |             |             |  |
|                | Bernard Frau                  | UDF–MoDem                  | 2 094        | 4,22         |             |             |  |
|                | Gérard Prévost                | LCR                        | 1 529        | 3,08         |             |             |  |
|                | Jérôme Bourlet de la Vallée   | Les Verts                  | 1 476        | 2,97         |             |             |  |
|                | Gisèle Lemoine                | CPNT                       | 515          | 1,04         |             |             |  |
|                | Gaëtan Bazire                 | GÉ                         | 503          | 1,01         |             |             |  |
|                | Chantal Barloy                | MPF                        | 485          | 0,98         |             |             |  |
|                | Christophe Solal              | LO                         | 356          | 0,72         |             |             |  |
|                | Isabelle Guérinet             | MNR                        | 334          | 0,67         |             |             |  |
|                | Vicent Joly                   | Divers                     | 280          | 0,56         |             |             |  |
|                |                               |                            |              |              |             |             |  |
| Inscrits       | Inscrits                      | Inscrits                   | 83 473       | 100,00       | 83 469      | 100,00      |  |
| Abstentions    | Abstentions                   | Abstentions                | 32 896       | 39,41        | 33 440      | 40,06       |  |
| Votants        | Votants                       | Votants                    | 50 577       | 60,59        | 50 029      | 59,94       |  |
| Blancs et nuls | Blancs et nuls                | Blancs et nuls             | 941          | 1,86         | 1 342       | 2,68        |  |
| Exprimés       | Exprimés                      | Exprimés                   | 49 636       | 98,14        | 48 687      | 97,32       |  |

Le suppléant de François Loncle était Daniel Leho.

### Élections de 2012
| Candidat       | Candidat                      | Parti            | Premier tour | Premier tour | Second tour | Second tour |  |
| Candidat       | Candidat                      | Parti            | Voix         | %            | Voix        | %           |  |
| -------------- | ----------------------------- | ---------------- | ------------ | ------------ | ----------- | ----------- |  |
|                | François Loncle sortant réélu | PS               | 19 526       | 39,80        | 26 209      | 57,05       |  |
|                | François-Xavier Priollaud     | NC (UMP)         | 12 764       | 26,02        | 19 730      | 42,95       |  |
|                | Julie Barbier                 | RBM (FN)         | 9 212        | 18,78        |             |             |  |
|                | Arnaud Levitre                | FG (PCF)         | 3 616        | 7,37         |             |             |  |
|                | Laetitia Sanchez              | EÉLV             | 1 531        | 3,12         |             |             |  |
|                | Anne Terlez                   | CpF (MoDem) (GÉ) | 1 292        | 2,63         |             |             |  |
|                | Sophie Ozanne                 | NPA              | 504          | 1,03         |             |             |  |
|                | Marie-Josée Danelli           | DLR              | 360          | 0,73         |             |             |  |
|                | Christophe Solal              | LO               | 253          | 0,52         |             |             |  |
|                |                               |                  |              |              |             |             |  |
| Inscrits       | Inscrits                      | Inscrits         | 86 479       | 100,00       | 86 705      | 100,00      |  |
| Abstentions    | Abstentions                   | Abstentions      | 36 722       | 42,46        | 38 788      | 44,74       |  |
| Votants        | Votants                       | Votants          | 49 757       | 57,54        | 47 917      | 55,26       |  |
| Blancs et nuls | Blancs et nuls                | Blancs et nuls   | 699          | 1,4          | 1 978       | 4,13        |  |
| Exprimés       | Exprimés                      | Exprimés         | 49 058       | 98,6         | 45 939      | 95,87       |  |

Le suppléant de François Loncle était Bruno Questel, avocat, conseiller général du canton de Bourgtheroulde.

### Élections de 2017
Les élections législatives françaises de 2017 ont lieu les dimanches 11 et 18 juin 2017.
Député sortant : François Loncle (Parti socialiste), ne se représentant pas.
|                                                                         |                                                                                   |                           |                           |                          |                          |
|                                                                         |                                                                                   | Premier tour 11 juin 2017 | Premier tour 11 juin 2017 | Second tour 18 juin 2017 | Second tour 18 juin 2017 |
|                                                                         |                                                                                   |                           |                           |                          |                          |
|                                                                         |                                                                                   | Nombre                    | % des inscrits            | Nombre                   | % des inscrits           |
| Inscrits                                                                | Inscrits                                                                          | 89 940                    | 100,00                    | 89 940                   | 100,00                   |
| Abstentions                                                             | Abstentions                                                                       | 46 104                    | 51,26                     | 51 393                   | 57,14                    |
| Votants                                                                 | Votants                                                                           | 43 836                    | 48,74                     | 38 547                   | 42,86                    |
|                                                                         |                                                                                   |                           | % des votants             |                          | % des votants            |
| Bulletins blancs                                                        | Bulletins blancs                                                                  | 823                       | 1,88                      | 3 176                    | 8,24                     |
| Bulletins nuls                                                          | Bulletins nuls                                                                    | 257                       | 0,59                      | 1 073                    | 2,78                     |
| Suffrages exprimés                                                      | Suffrages exprimés                                                                | 42 756                    | 97,54                     | 34 298                   | 88,98                    |
|                                                                         |                                                                                   |                           |                           |                          |                          |
| Candidat Étiquette politique (partis et alliances)                      | Candidat Étiquette politique (partis et alliances)                                | Voix                      | % des exprimés            | Voix                     | % des exprimés           |
|                                                                         |                                                                                   |                           |                           |                          |                          |
|                                                                         | Bruno Questel La République en marche !                                           | 14 238                    | 33,30                     | 20 755                   | 60,51                    |
|                                                                         | Doris Perreaux Front national                                                     | 9 219                     | 21,56                     | 13 543                   | 39,49                    |
|                                                                         | Arnaud Levitre La France insoumise                                                | 6 113                     | 14,30                     |                          |                          |
|                                                                         | François-Xavier Priollaud Union des démocrates et indépendants (Les Républicains) | 5 943                     | 13,90                     |                          |                          |
|                                                                         | Richard Jacquet Parti socialiste                                                  | 2 993                     | 7,00                      |                          |                          |
|                                                                         | Alexis Fraisse Europe Écologie Les Verts                                          | 1 842                     | 4,31                      |                          |                          |
|                                                                         | Carole Deboos Debout la France                                                    | 918                       | 2,15                      |                          |                          |
|                                                                         | Christophe Solal Lutte ouvrière                                                   | 442                       | 1,03                      |                          |                          |
|                                                                         | Jean-Thomas Baudouin Divers (Union populaire républicaine)                        | 414                       | 0,97                      |                          |                          |
|                                                                         | David Desfresne Divers                                                            | 293                       | 0,69                      |                          |                          |
|                                                                         | Nelly Abergel Divers gauche (Nouvelle Donne)                                      | 223                       | 0,52                      |                          |                          |
|                                                                         | François-Marie Peloffy Divers                                                     | 118                       | 0,28                      |                          |                          |
| Source : Ministère de l'Intérieur - Quatrième circonscription de l'Eure |                                                                                   |                           |                           |                          |                          |

La suppléante de Bruno Questel était Inci Altuntas, conseillère municipale de Val-de-Reuil.

### Élections de 2022
Les élections législatives françaises de 2022 ont eu lieu les dimanches 12 et 19 juin 2022.
|                                                    |                                                                 |                           |                           |                          |                          |
|                                                    |                                                                 | Premier tour 12 juin 2022 | Premier tour 12 juin 2022 | Second tour 19 juin 2022 | Second tour 19 juin 2022 |
|                                                    |                                                                 |                           |                           |                          |                          |
|                                                    |                                                                 | Nombre                    | % des inscrits            | Nombre                   | % des inscrits           |
| Inscrits                                           | Inscrits                                                        | 92 582                    | 100,00                    | 92 593                   | 100,00                   |
| Abstentions                                        | Abstentions                                                     | 47 898                    | 51,74                     | 48 468                   | 52,35                    |
| Votants                                            | Votants                                                         | 44 684                    | 48,26                     | 44 125                   | 47,65                    |
|                                                    |                                                                 |                           | % des votants             |                          | % des votants            |
| Bulletins blancs                                   | Bulletins blancs                                                | 814                       | 1,82                      | 3 944                    | 8,94                     |
| Bulletins nuls                                     | Bulletins nuls                                                  | 389                       | 0,87                      | 881                      | 2,00                     |
| Suffrages exprimés                                 | Suffrages exprimés                                              | 43 481                    | 97,31                     | 39 300                   | 89,07                    |
|                                                    |                                                                 |                           |                           |                          |                          |
| Candidat Étiquette politique (partis et alliances) | Candidat Étiquette politique (partis et alliances)              | Voix                      | % des exprimés            | Voix                     | % des exprimés           |
|                                                    |                                                                 |                           |                           |                          |                          |
|                                                    | Chrystelle Saulière Rassemblement national                      | 12 598                    | 28,97                     | 19 475                   | 49,55                    |
|                                                    | Philippe Brun Nouvelle Union populaire écologique et sociale-PS | 12 078                    | 27,78                     | 19 825                   | 50,45                    |
|                                                    | Bruno Questel* Ensemble                                         | 10 727                    | 24,67                     |                          |                          |
|                                                    | Marie-Dominique Perchet Les Républicains                        | 3 104                     | 7,14                      |                          |                          |
|                                                    | William Bertrand Reconquête                                     | 1 533                     | 3,53                      |                          |                          |
|                                                    | Nadjia Djemel Écologistes                                       | 924                       | 2,13                      |                          |                          |
|                                                    | Sylvain Thomas Écologistes                                      | 869                       | 2,00                      |                          |                          |
|                                                    | Olivier Taconet Parti Radical de Gauche                         | 712                       | 1,64                      |                          |                          |
|                                                    | Christophe Solal Lutte ouvrière                                 | 565                       | 1,30                      |                          |                          |
|                                                    | Naji Debache Droite souverainiste                               | 340                       | 0,78                      |                          |                          |
|                                                    | Anthony Guilmin Divers                                          | 31                        | 0,07                      |                          |                          |
| * Député sortant                                   |                                                                 |                           |                           |                          |                          |

La suppléante de Philippe Brun était Lisa Moreau, LFI, conseillère en formation professionnelle, attachée parlementaire.

### Élections de 2024
Les élections législatives françaises de 2024 auront lieu les dimanches 30 juin et 7 juillet 2024.
| Candidat                 | Candidat                 | Parti et coalition       | Nuance                   | Premier tour | Premier tour | Second tour | Second tour |
| Candidat                 | Candidat                 | Parti et coalition       | Nuance                   | Voix         | %            | Voix        | %           |
| ------------------------ | ------------------------ | ------------------------ | ------------------------ | ------------ | ------------ | ----------- | ----------- |
|                          | Patrice Pauper           | RN                       | RN                       | 25 688       | 41,64        | 28 495      | 47,17       |
|                          | Philippe Brun            | PS (NFP)                 | UG                       | 21 144       | 34,27        | 31 914      | 52,83       |
|                          | Anne Terlez              | MoDem (ENS)              | ENS                      | 10 774       | 17,46        |             |             |
|                          | Olivier Istin            | LC                       | DVC                      | 2 861        | 4,64         |             |             |
|                          | Christophe Solal         | LO                       | EXG                      | 693          | 1,12         |             |             |
|                          | Stacy Blondel            | REC                      | REC                      | 536          | 0,87         |             |             |
|                          |                          |                          |                          |              |              |             |             |
| Votes valides            | Votes valides            | Votes valides            | Votes valides            | 61 695       | 97,75        |             |             |
| Votes blancs             | Votes blancs             | Votes blancs             | Votes blancs             | 1 034        | 1,64         |             |             |
| Votes nuls               | Votes nuls               | Votes nuls               | Votes nuls               | 383          | 0,61         |             |             |
| Total                    | Total                    | Total                    | Total                    | 63 112       | 100          |             | 100         |
| Abstention               | Abstention               | Abstention               | Abstention               | 30 390       | 32,50        |             |             |
| Inscrits / participation | Inscrits / participation | Inscrits / participation | Inscrits / participation | 93 502       | 67,50        |             |             |

La suppléante de Philippe Brun est Janick Léger, enseignante, conseillère départementale du canton de Val-de-Reuil, maire de Léry.

#### Département de l'Eure
- La fiche de l'INSEE de cette circonscription : « Tableaux et Analyses de la quatrième circonscription de l'Eure », sur insee.fr, site de l'Institut national de la statistique et des études économiques (consulté le 10 juin 2007) [PDF]

- « Tous les députés du département de l'Eure depuis 1789 » [archive du 30 septembre 2007], sur assemblee-nationale.fr, site de l'Assemblée nationale française (consulté le 10 juin 2007)

- « Informations contentieuses sur le département de l'Eure (Élections législatives de 2002) » [archive du 23 octobre 2003], sur conseil-constitutionnel.fr, site du Conseil constitutionnel (consulté le 13 juin 2007)

#### Circonscriptions en France
- « Carte des circonscriptions législatives en France », sur assemblee-nationale.fr, site de l'Assemblée nationale française (consulté le 10 juin 2007)

- « Résultats électoraux officiels en France », sur interieur.gouv.fr, site du ministère de l'Intérieur (France) (consulté le 15 juin 2024)

- « Résultats détaillés des élections législatives en France sous la Cinquième République », sur assemblee-nationale.fr, site des données du Gouvernement français.

- Description et Atlas des circonscriptions électorales de France sur http://www.atlaspol.com, Atlaspol, site de cartographie géopolitique, consulté le 13 juin 2007.